# Sergio Arribas
Sergio Arribas Calvo (ur. 30 września 2001 w Madrycie) – hiszpański piłkarz występujący na pozycji ofensywnego pomocnika w hiszpańskim klubie UD Almeria.

## Kariera klubowa

### Real Madryt
Arribas zadebiutował w pierwszej drużynie - i w La Liga - 20 września 2020 roku, wchodząc na boisko jako zmiennik Viníciusa Júniora w wygranym 0:0 wyjazdowym meczu z Realem Sociedad.

### Almería
W dniu 9 sierpnia 2023 r. Arribas podpisał sześcioletni kontrakt z Almeríą, grającą w najwyższej klasie rozgrywkowej. Dziesięć dni później strzelił swojego pierwszego gola w La Lidze, strzelając bramkę otwierającą w porażce 3:1 u siebie ze swoim byłym klubem Realem Madryt.